# Épineau-les-Voves
Épineau-les-Voves är en kommun i departementet Yonne i regionen Bourgogne-Franche-Comté i norra Frankrike. Kommunen ligger i kantonen Migennes som tillhör arrondissementet Auxerre. År 2022 hade Épineau-les-Voves 711 invånare.

## Befolkningsutveckling
Antalet invånare i kommunen Épineau-les-Voves
| Referens: INSEE |